# 頭胸部

エビ類の体制模式図。緑色で示され、背甲（c）に覆われた部分が頭胸部（cephalothorax）である。

頭胸部（とうきょうぶ、英語: cephalothorax）とは、一部の節足動物の体の前部に用いられる名称。主にカニやエビに見られるような、頭部と胸部の融合でできた部分を示す。

## 概説
節足動物は体節制を有し、体は前後で数多くの体節の繰り返しで構成される。しかし、これは環形動物に見られるような素直な形ではなく、往々にして数節ずつのまとまった構造となっているものが多い。これは合体節といい、例えば鋏角類（クモ・サソリ・カブトガニなど）は前体（prosoma）・後体（opisthosoma）、多足類（ムカデ・ヤスデなど）とごく一部の甲殻類（ムカデエビなど）は頭部（head/cephalon）・胴部（trunk）という2部にまとめられるが、六脚類（昆虫など）と多くの甲殻類は胴部の分化が進み、頭部・胸部（thorax/pereon）・腹部（abdomen/pleon）という3部に分けられる。各体節由来の構造や付属肢（関節肢）も往々にして合体節に合わせて特化が進み、例えば頭部は眼を有し、付属肢は触角などの感覚器や顎などの口器となるのに対して、胸部の付属肢は移動用の脚に発達し、腹部の付属肢は多くが退化的である。
ところが、一部の節足動物における頭部と胸部全体、もしくは頭部と胴部/胸部の前数節は背面の外骨格（背板）が1つの不動な部分に融合する。これが頭胸部（cephalothorax, 頭部 cephalon + 胸部 thorax）である。頭胸部は主に甲殻類に見られ、一般に知られる例として、カニやエビなどの十脚類の甲羅に覆われた前半身が挙げられる。
鋏角類の前体は、頭胸部のように口器と脚を兼ね備え、便宜的に「頭胸部」と呼ばれることもある。しかし、これは他の節足動物の頭部そのものに該当する1つの合体節（頭部融合節）であり、頭部と胴部/胸部の二次的融合でできた頭胸部ではない。

## 甲殻類
頭胸部をもつ甲殻類として、カニ類・エビ類・異尾類（ヤドカリなど）が属する十脚類が代表的である。この類は胸部全ての体節が頭部と融合して頭胸部をなし、背面から左右にかけて発達した甲羅状の背甲に覆われている。背甲の内部には胸肢の外葉である鰓が収まり、鰓室となっている。残りの腹部は可動に分節したままで、エビ類とヤドカリ類では多くがよく発達しているが、カニと一部の異尾類（カニダマシ・スナホリガニ・タラバガニなど）では、腹部は短縮して頭胸部の腹面に折り曲げるため、頭胸部だけが目立つ。十脚類以外では、オキアミ類も頭部と胸部全体を含む頭胸部をもつ。

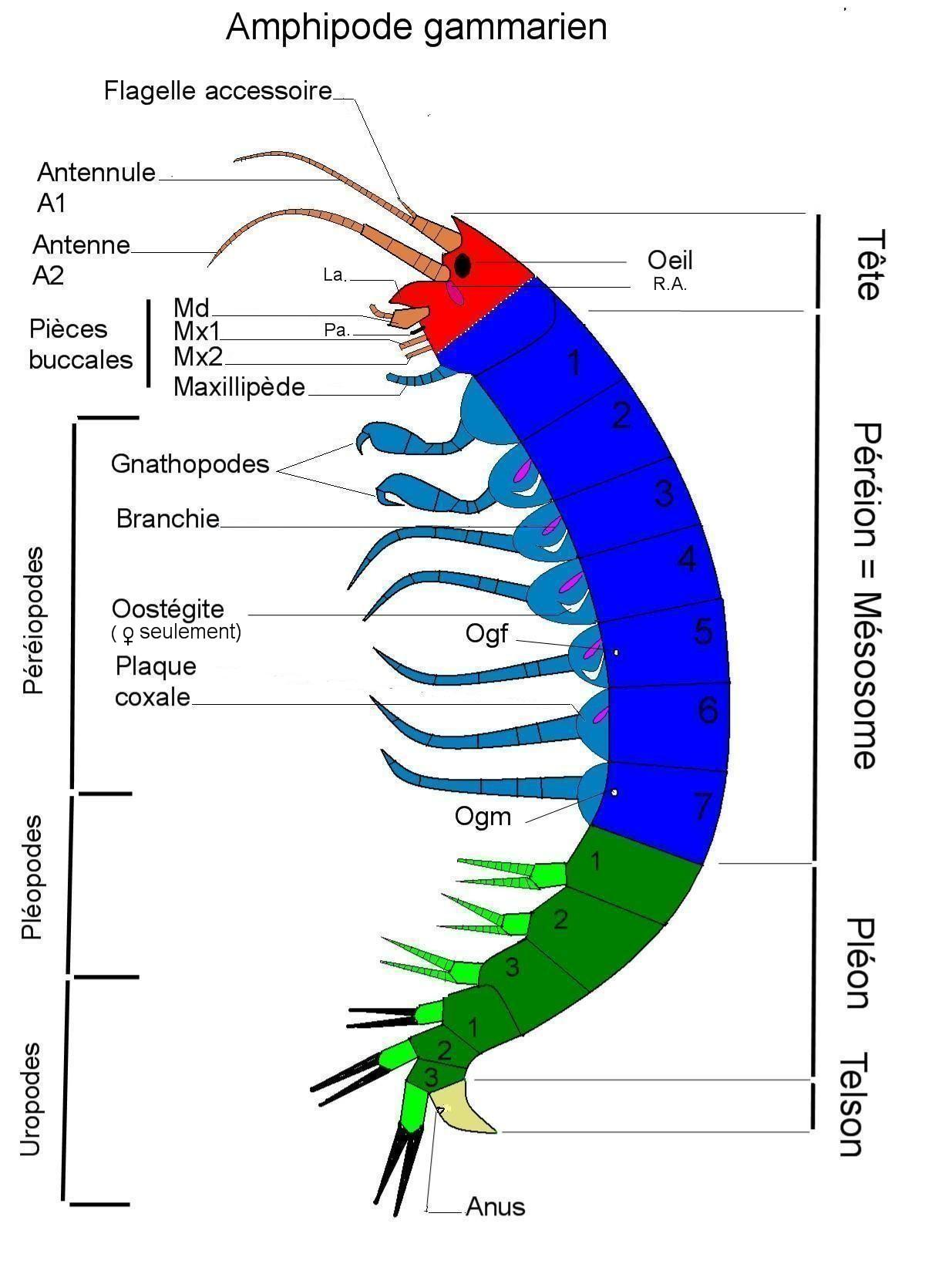
端脚類の体制模式図。最初の胸節と融合した頭部をもつ。

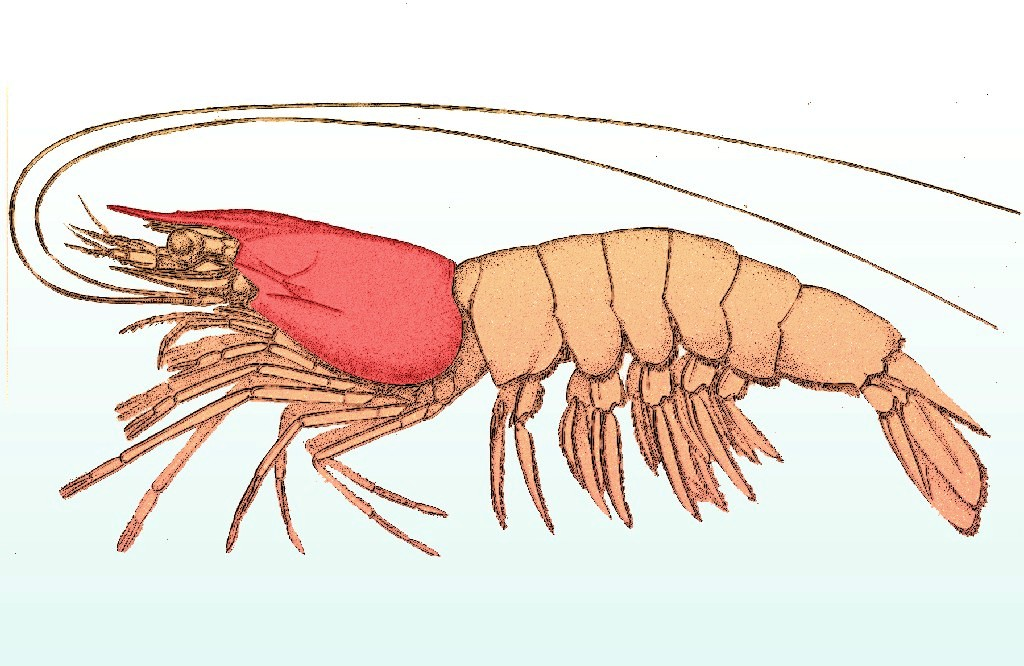
エビの背甲（赤色ハイライト）
カニの背甲（8）
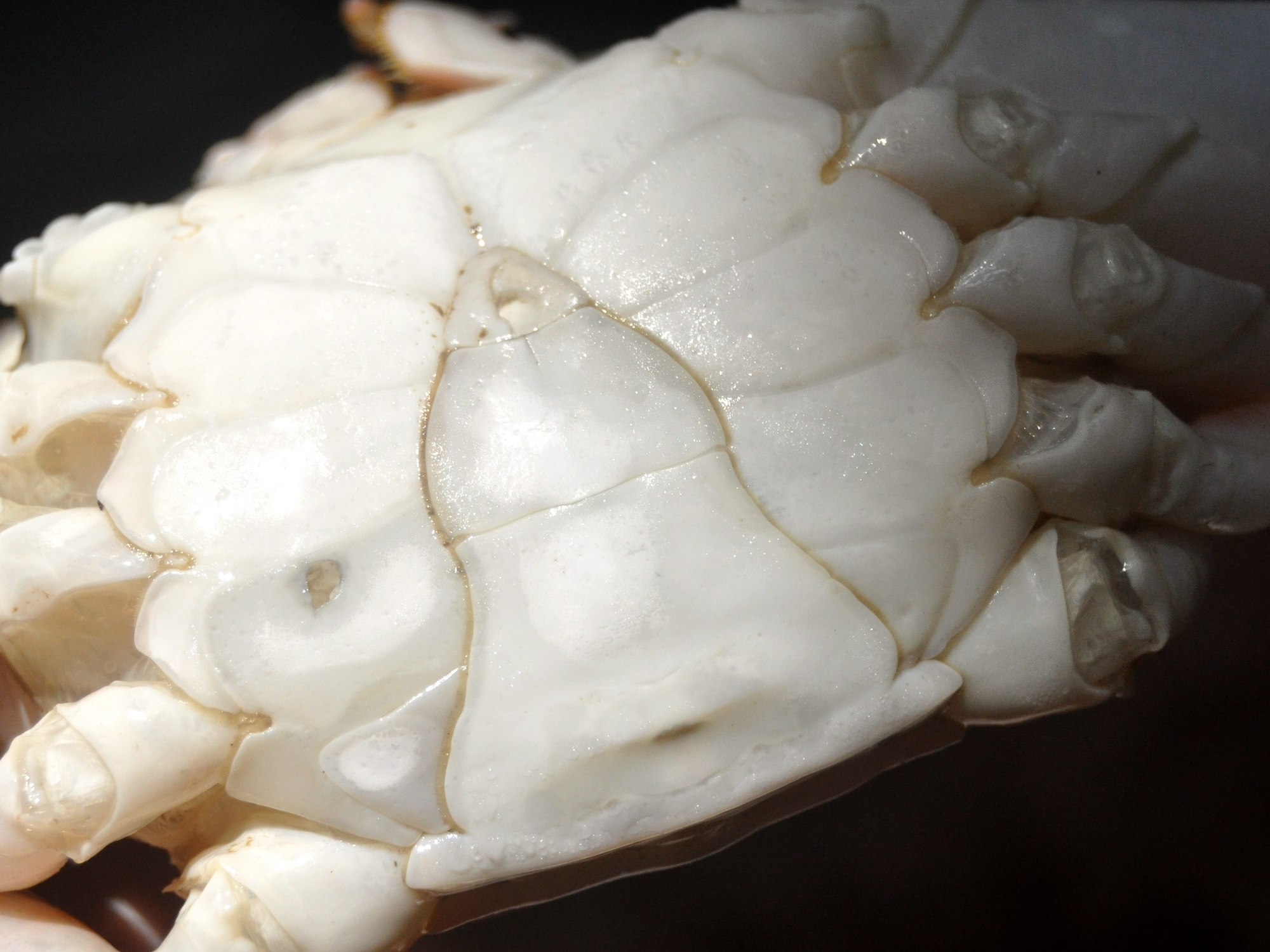
カニの頭胸部の下に折り畳んだ短い腹部
クーマの8胸節のうち前5節が頭胸部の一部となり、後5節のみ分節が残される。

それ以外の甲殻類では、胸部の前方1節から数節のみ頭部と融合して頭胸部をなし、後方の胸節が分節したままの例が多く見られる。例えば鰓尾類（ウオジラミなど）とカイアシ類は第1胸節、等脚類（ダンゴムシ・フナムシなど）と端脚類（ヨコエビ・ワレカラなど）は第1-2胸節、タナイス類は第2胸節、クーマ類は第3胸節まで融合する。なお、これらは分類群により頭部としての面影が強く、総じて「頭部」と呼ばれる場合もある。
一見して頭胸部をもつが、実際にはそれをもたない甲殻類もある。例えばカブトエビ・ミジンコ・カイエビなどの鰓脚類は、体の大部分が背甲に覆われ、背面の外側からでは頭部と胸部の区別が見えないが、背甲の内壁は頭部のみに連結し、それ以降の胸部背面は背甲から分離される。シャコ類の場合、前4胸節は目立った背板をもたず、付属肢も背甲の腹面から出るため、かつて、これらの胸節は頭部と融合して頭胸部を形成すると考えられた。しかし、第1-4胸節の付属肢基部から背面まで伸ばした胸節の境目によると、これらの胸節はいずれも背甲に含まれず、単に背面の境目が背甲と第5胸節の間で極端に圧縮され、背板が退化的になっただけだと示される。

## その他の例

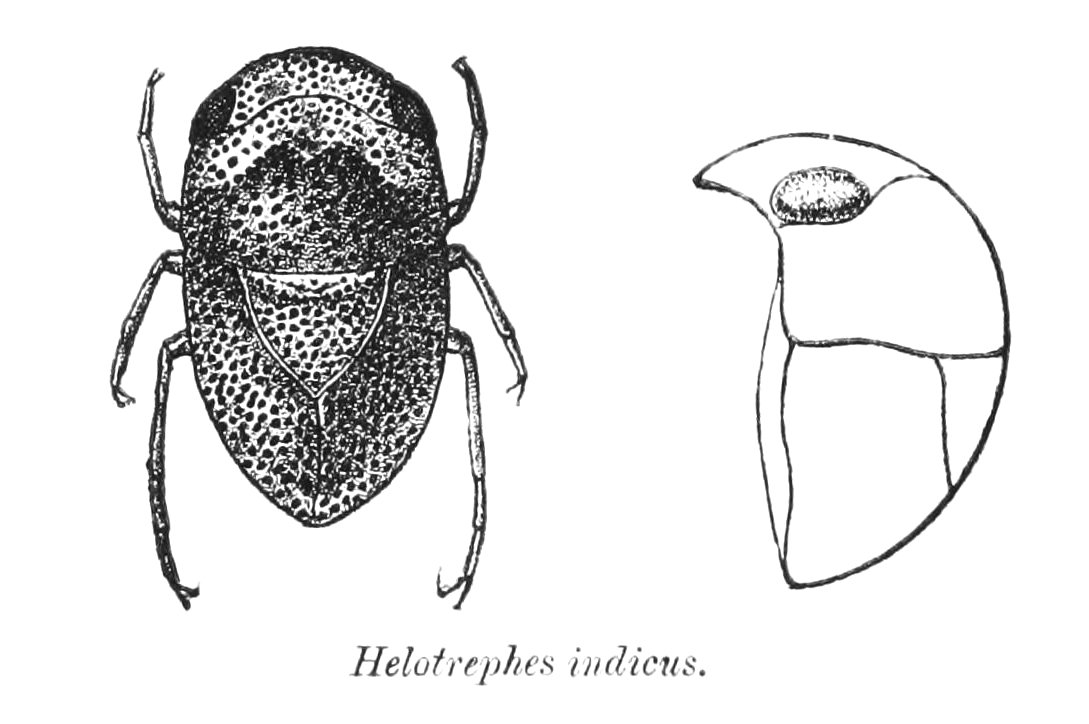
タマミズムシの1種 Helotrephes indicus

昆虫はほとんどが分節した頭部と胸部をもつが、半翅類のタマミズムシ（Helotrephidae）とマルミズムシ（Pleidae）の幼虫は、頭部と前胸が融合して頭胸部となっている。
カンブリア紀に生息したワプティアは、頭部と前方数節の胴節でできた頭胸部をもつと考えられる。

## 鋏角類

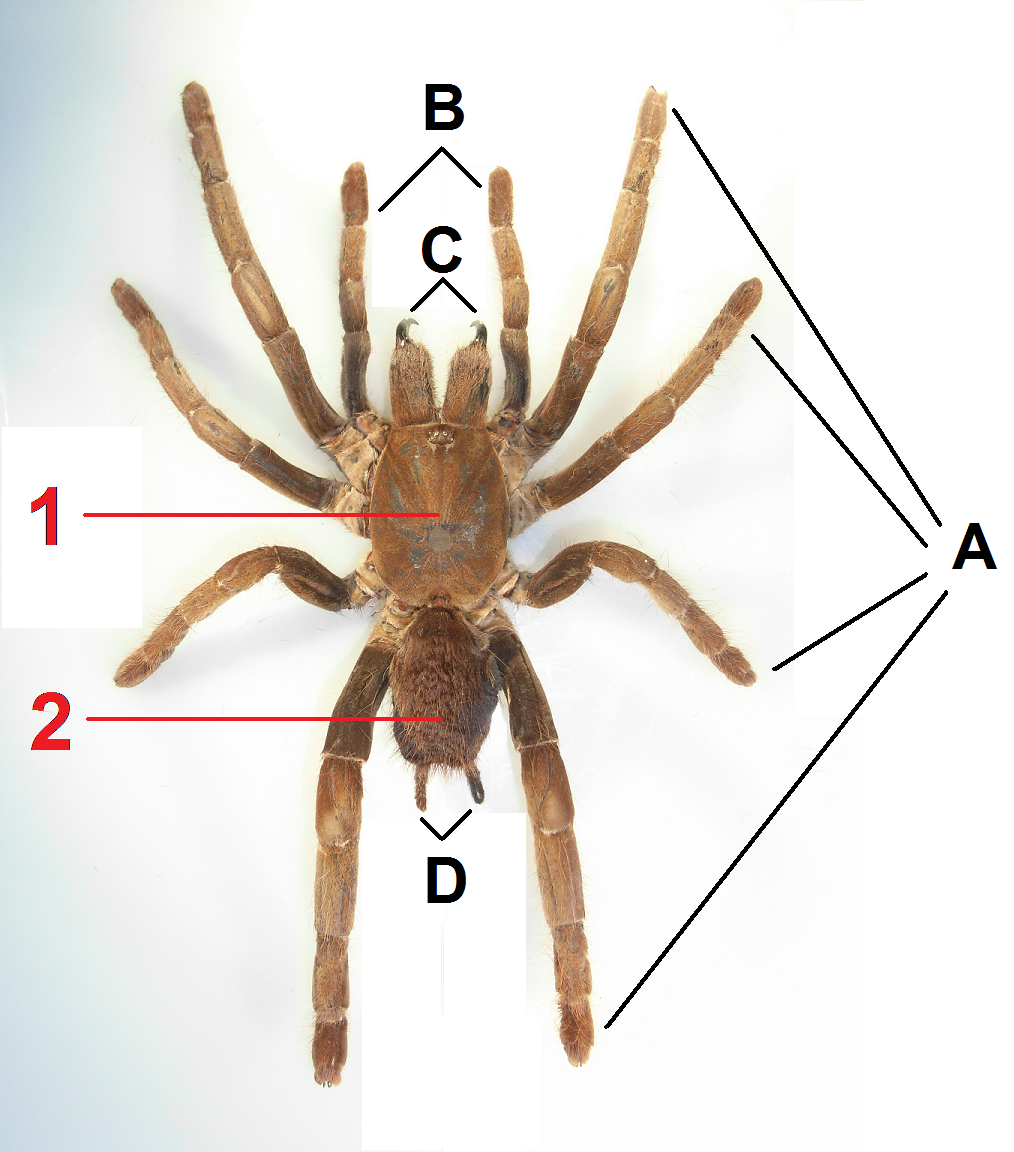
クモの体の構造
1：前体（頭胸部）、2：後体（腹部）、A：歩脚、B：触肢、C：鋏角

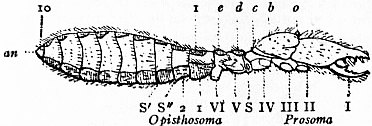
ヒヨケムシの側面。前体の後2節（dとe）が分節した鋏角類の1例。 I：鋏角、II：触肢（基部）、III-VI：歩脚（基部）
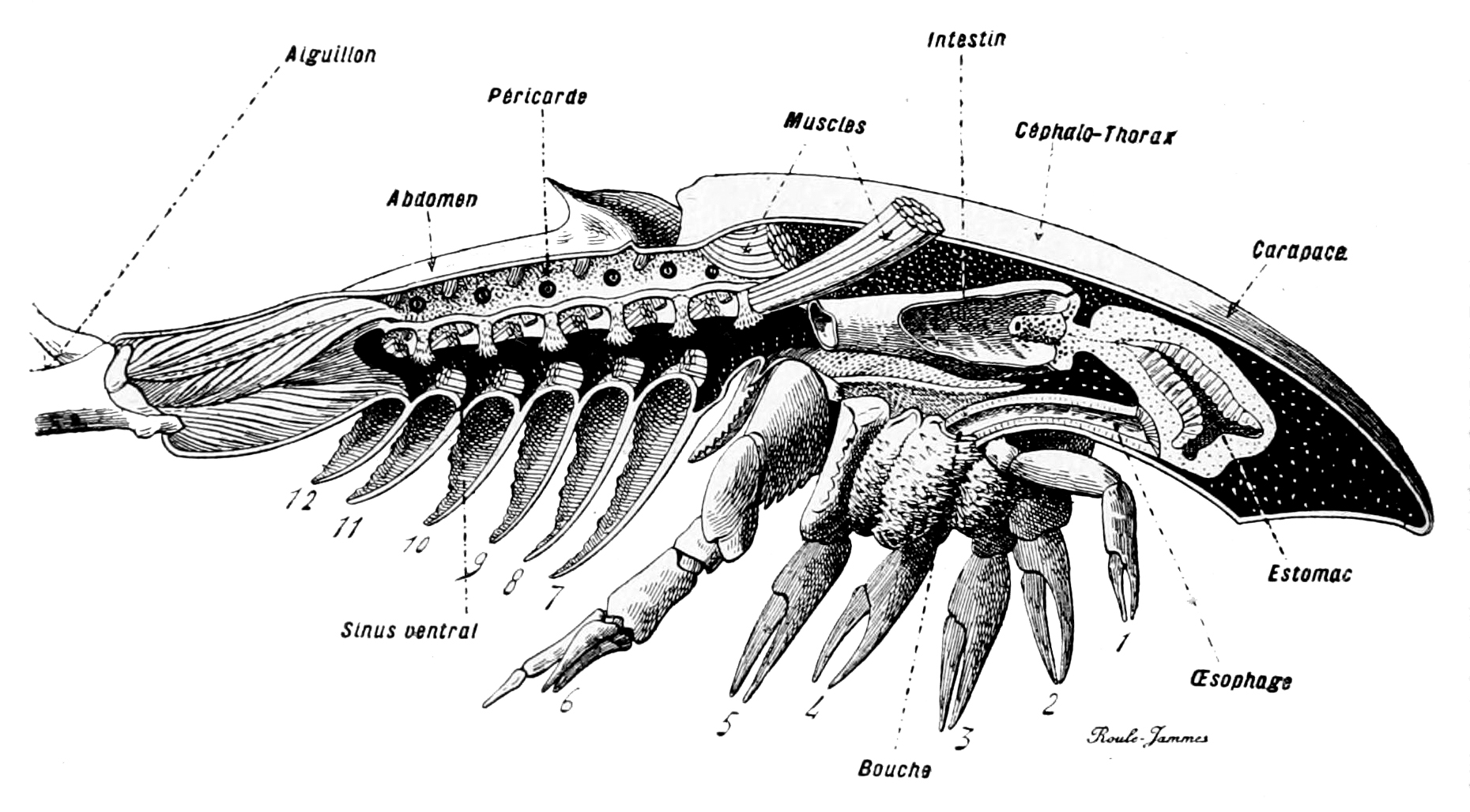
カブトガニ亜目のカブトガニの縦断面図。前体と後体の最初1節は、他の節足動物の頭胸部のように融合して背甲に覆われている。

クモ・サソリ・カブトガニなどが属する鋏角類は、前体（prosoma）と後体（opisthosoma）という2つの合体節に分かれた基本体制をもつ。前体は眼と口器（鋏角など）だけでなく、脚も兼ね備えるため、他の節足動物の頭部的な機能（感覚・摂食など）だけでなく、同時に胸部的な機能（移動など）をも担っていた。同時に後体は他の節足動物の腹部に似て、付属肢が往々にして退化的である。このような前体と後体は、それぞれ便宜的に「頭胸部」と「腹部」とも呼ばれている。
ただし合体節的に、鋏角類の前体は頭部と胸部の二次的融合でできた頭胸部ではなく、他の節足動物の頭部そのものに該当する1つの頭部融合節で、いわゆる「頭だけで歩いている」ような体制をもつ。同時に後体も腹部のみではなく、むしろ他の節足動物の胸部と腹部（胴部）に該当する。このような非相同性を踏まえて、鋏角類の前体を覆いかぶさった背甲も、甲殻類のもの（carapace）から区別されるように「prosomal dorsal shield」や「peltidium」とも呼ばれている。また、ヤイトムシ・コヨリムシ・ヒヨケムシ・ウミグモのように、前体の後方数節が胸部のように分節した鋏角類もあるが、それでも眼と口器のある体節は、必ず脚のある直後の体節と一つにまとまり、他の節足動物の頭部と胸部のように口器と歩脚を境目にして分けられることはない。鋏角類の中で他の節足動物と同じ意味で頭胸部と言えるのは、カブトガニ亜目のカブトガニにおける、前体と後体最初1節の融合でできた背甲部分くらいである。